# Брианцийский диалект западноломбардского языка
Брианцийский диалект западноломбардского языка (Brianzöö (современная орфография, употребляется в основном на севере Брианци), или Brianzoeu (историческая орфография)) — группа наречий (lombardo prealpino occidentale — macromilanese) западноломбардского языка, употребляемых в Брианце от Комо до Монци и Лекко в разных формах.
Брианцийский диалект является родным для известного певца из Бриоско Франческо Маньи.